# اسپاسویه سامارجیچ
اسپاسویه سامارجیچ (انگلیسی: Spasoje Samardžić؛ زادهٔ ۲۰ مهٔ ۱۹۴۲) بازیکن فوتبال اهل یوگسلاوی بود.
از باشگاه‌هایی که در آن بازی کرده‌است می‌توان به باشگاه فوتبال فاینورد، باشگاه فوتبال توئنته، باشگاه فوتبال بئوگراد، و باشگاه فوتبال سن-اتین اشاره کرد.
وی همچنین در تیم‌های ملی فوتبال زیر ۲۱ سال یوگسلاوی و یوگسلاوی بازی کرده‌است.